# 科萨诺卡纳韦塞
科萨诺卡纳韦塞（意大利语：Cossano Canavese），是意大利北部皮埃蒙特大区都灵省的一个市镇。总面积3.3平方公里，总人口528，人口密度160.0人/平方公里（2010年12月31日）。